# Pinufius rebus
Pinufius rebus Er. Marcus & Ev. Marcus, 1960 è un mollusco nudibranchio, unica specie nota del genere Pinufius e della famiglia Pinufiidae.